# Коханув (Скерневицький повіт)
Коханув (пол. Kochanów) — село в Польщі, у гміні Ґлухув Скерневицького повіту Лодзинського воєводства.
Населення — 213 осіб (2011).
У 1975-1998 роках село належало до Скерневицького воєводства.

## Демографія
Демографічна структура станом на 31 березня 2011 року:
|          | Загалом | Допрацездатний вік | Працездатний вік | Постпрацездатний вік |
| -------- | ------- | ------------------ | ---------------- | -------------------- |
| Чоловіки | 113     | 24                 | 75               | 14                   |
| Жінки    | 100     | 21                 | 55               | 24                   |
| Разом    | 213     | 45                 | 130              | 38                   |